# 克里斯托夫·迪朗
克里斯托夫·迪朗（法語：Christophe Durand，1973年4月5日—），法国男子乒乓球运动员。他曾代表法国参加1996年、2000年、2004年和2008年夏季残疾人奥林匹克运动会乒乓球比赛，获得二枚金牌、一枚银牌和三枚铜牌。